# Knuckles (série télévisée)
 (juin 2024).
Si vous disposez d'ouvrages ou d'articles de référence ou si vous connaissez des sites web de qualité traitant du thème abordé ici, merci de compléter l'article en donnant les références utiles à sa vérifiabilité et en les liant à la section « Notes et références ».
Pour le personnage portant ce nom, voir Knuckles.
Knuckles est une mini-série télévisée américaine en six épisodes, créée par John Whittington (en) et Toby Ascher, basée sur la série de jeux vidéo Sonic the Hedgehog ainsi que sur la série de films Sonic, et diffusée le 26 avril 2024 sur Paramount+.
En France, la série est diffusée le 27 avril 2024 sur Paramount+, soit le lendemain de sa diffusion américaine.
La série se déroule entre les évènements de Sonic 2 et Sonic 3.

## Synopsis
Knuckles l'Échidné enseigne à Wade Whipple les techniques du guerrier Échidné.

## Distribution

### Acteurs principaux
- Idris Elba (VF : Frantz Confiac) : Knuckles (voix)
- Adam Pally (VF : Eilias Changuel (dialogues) ; Michaël Lelong (chant)) : Wade Whipple

### Acteurs secondaires
- Scott Mescudi (VF : Baptiste Marc) : l'agent Mason
- Stockard Channing (VF : Marie-Martine) : Wendy Whipple
- Edi Patterson (en) (VF : Marie-Laure Dougnac) : Wanda Whipple
  - Darcy Castle : Wanda Whipple, jeune
- Ellie Taylor (en) (VF : Stéphanie Hédin) : l'agent Willoughby
- Rory McCann (VF : Guillaume Orsat) : « l'acheteur »
- Cary Elwes (VF : Éric Aubrahn) : « Pistol » Pete Whipple
- Julian Barratt (VF : Pierre Tessier (dialogues) ; Pascal Nowak (chant)) : Jack Sinclair
- Alice Tregonning (VF : Faustine Legrand) : Susie
- Christopher Lloyd (VF : Jean Barney) : Pachacamac (voix)
- Rob Huebel (en) : Dylan Beagleton
- Paul Scheer (en) : Gary N. Sinclair III Esq.

### Invités spéciaux
- Ben Schwartz (VF : Alexandre Gillet) : Sonic (voix)
- Colleen O'Shaughnessey (en) (VF : Marie-Eugénie Maréchal) : Tails (voix)
- Tika Sumpter (VF : Déborah Claude) : Maddie Wachowski

## Épisodes

### Épisode 1:Le Guerrier
- Mondial : 26 avril 2024 sur Paramount+

### Épisode 2:Tu vois que tu peux compter sur moi
- Mondial : 26 avril 2024 sur Paramount+

### Épisode 3:Le dîner de Shabbat
- Mondial : 26 avril 2024 sur Paramount+

### Épisode 4:Les Flammes Du Désastre
- Mondial : 26 avril 2024 sur Paramount+

### Épisode 5:Reno, Les Amis
- Mondial : 26 avril 2024 sur Paramount+

### Épisode 6:Ce qui arrive à Reno reste à Reno
- Mondial : 26 avril 2024 sur Paramount+

## Production
La série est annoncée en février 2022 lors d’un événement ViacomCBS. Idris Elba et Adam Pally reprennent leurs rôles de Knuckles et Wade. La production commence à Londres, en Angleterre, en avril 2023, avec le réalisateur du film Sonic, Jeff Fowler, qui réalise le pilote. Ged Wright, Brandon Trost, Jorma Taccone et Carol Banker réalisent les épisodes suivants. Tom Howe compose la musique. Contrairement au doublage français des films, Malik Bentalha est remplacé par la voix française de Sonic depuis Sonic X, Alexandre Gillet.